# Lac Crépeau (sjö i Kanada, Côte-Nord)
Lac Crépeau är en sjö i Kanada.   Den ligger i regionen Côte-Nord och provinsen Québec, i den östra delen av landet, 800 km nordost om huvudstaden Ottawa. Lac Crépeau ligger 441 meter över havet.
I omgivningarna runt Lac Crépeau växer i huvudsak barrskog. Trakten runt Lac Crépeau är nära nog obefolkad, med mindre än två invånare per kvadratkilometer.